# Pselliophora luctuosa
Pselliophora luctuosa är en tvåvingeart som beskrevs av De Meijere 1916. Pselliophora luctuosa ingår i släktet Pselliophora och familjen storharkrankar. Inga underarter finns listade i Catalogue of Life.